# Rhoda Levine
Rhoda Levine (* in New York City, USA) ist eine amerikanische Opernregisseurin, Choreographin, Kinderbuchautorin und Hochschullehrerin.

## Leben
Levine machte einen Bachelorabschluss am Bard College in Annandale-on-Hudson im Bundesstaat New York. Sie hat in den letzten Jahrzehnten an vielen nationalen und internationalen Opern Regie bei Opernaufführungen und anderen musikalischen Ereignissen geführt. Bei Opernaufführungen an der Glimmerglass Opera in Cooperstown (New York), der Kentucky Opera in Louisville (Kentucky) und an der Nederlandse Opera führte sie mehrfach Regie.
Levine choreographierte Musikveranstaltungen am Broadway, im Londoner Westend und anderen Plätzen. Dazu gehören zum Beispiel die Welturaufführungen von Viktor Ullmanns Der Kaiser von Atlantis, oder die Tod-Verweigerung am Chicago Opera Theatre oder der beiden Opern von Anthony Davis X: The Life and Time of Malcolm X 1985 an der New York City Opera oder 2007 von Wakondas Dream an der Opera Omaha.
In Glyndebourne war Levine 1985 Regisseurin bei der Welturaufführung von Wo die wilden Kerle wohnen, einer Kinderoper nach der Vorlage von Maurice Sendak mit der Musik des schottischen Komponisten Oliver Knussen. Das Libretto der Oper Opus Number Zoo des italienischen Komponisten Luciano Berio (ursprünglich 1951) aus dem Jahre 1970 stammt von Levine. Die Oper wurde 1981 in revidierter Fassung in deutscher, italienischer und englischer Sprache mit einem Bläserquintett erneut aufgeführt.
1996 wurde unter ihrer Regie Porgy and Bess an der Cape Town Opera erstmals aufgeführt.
Zurzeit lebt Levine in New York City, wo sie die künstlerische Leitung der einzigen improvisierten Operngesellschaft der Stadt ist, der Play it by Ear Inc.

## Lehrtätigkeit
Levine lehrte Schauspiel und Improvisation am Curtis Institute of Music in Pittsburgh, Pennsylvania, an der Yale School of Drama, der Juilliard School in New York City und an der Northwestern University in Evanston (Illinois). Seit 1992 lehrt sie an der Manhattan School of Music, an der Tisch School of the Arts und am Mannes College of Music, auch in Manhattan.

## Veröffentlichungen
- 1961: Prince What-Shall-I-Do. Illustrationen von Dandy Wilson.
- 1963: Three Ladies beside the Sea. Illustrationen von Edward Gorey; 2010 neu aufgelegt im Verlag New York Review of Books.
- 1968: He was there from the Day We Moved in. Illustrationen von Edward Gorey; neu aufgelegt von New York Review of Books.
  - 1977: Er war da und saß im Garten. Diogenes Kinderbuch Verlag, Zürich, ISBN 3-257-25008-8.
- 2015: Arthur, illustriert von Everett Alson. The New York Review Children’s Collection, New York City, USA, ISBN 978-1-59017-935-2.